# NY1
Spectrum News NY1 (ou New York One) est une chaîne de télévision américaine diffusant des nouvelles en continu en se concentrant sur la ville de New York. Lancée le 8 septembre 1992, elle est la propriété de Time Warner Cable. Le contenu des programmes se compose principalement d'informations et de bulletins météo, mais plusieurs émissions telles que Inside City Hall qui se concentre sur le fonctionnement des administrations de la ville y sont également diffusées.
NY1 fonctionne, 24h/24, sur une rotation de 30 minutes avec, pour commencer, résumé d'une minute des principaux titres de l'actualité (NY1 Minute), suivi d'un bulletin météo local d'une minute (Weather on the 1s). Le reste de cette rotation est rempli de segments de nouvelles préenregistrés qui se concentrent principalement sur la région métropolitaine de New York. Il y a 15 minutes de publicités par heure, dont 8 minutes dans la première demi-heure et 7 minutes dans la seconde demi-heure.

## Programmes

### En semaine
- 5 h-6 h : News First
- 6 h-9 h : Mornings on 1 par Pat Kiernan (avec In the Papers à 42 min de chaque heure)
- 9 h-12 h : News All Morning
- 12 h-18 h : News All Day
- 18 h-22 h : News All Evening avec From the Floor (l'info bourse) à 18 h 43
- 19 h-20 h : Inside City Hall par Errol Louis
- 22 h-23 h : Live at Ten
- 23 h-0 h : Inside City Hall (rediffusion)
- 0 h-5 h : News All Night avec rediffusion de On Stage du lundi nuit à 0 h 30

### Samedi
- 5 h-9 h 30 : News All Weekend (avec In the Papers à 7 h 42 et 8 h 42)
- 9 h 30-10 h : On Stage par Frank DiLeila
- 10 h-19 h 30 : News All Weekend (avec In the Papers à 10 h 42 et 11 h 42)
- 19 h 30-20 h : On Stage (rediffusion)
- 20 h-9 h 30 : News All Weekend (avec In the Papers à 8 h 42)

### Dimanche
- 9 h 30-10 h : On Stage (rediffusion)
- 10 h-15 h 30 : News All Weekend (avec In Focus à 10 h 30)
- 15 h 30-16 h : In Focus (rediffusion)
- 16 h-19 h 30 : News All Weekend
- 19 h 30-20 h : On Stage (rediffusion)
- 20 h-5 h : News All Weekend